# Thomas Lee Judge

Thomas Lee Judge em foto oficial

Thomas Lee Judge (Helena (Montana) 12 de outubro de 1934 - 8 de setembro de 2006) foi um político norte-americano. Serviu na Câmara dos Deputados de Montana entre 1961-1967 e no Senado de Montana 1967-1969. Foi vice-governador do estado 1969-1973 e governador entre 1973-1981.